# Теорија свега
Теорија свега (енгл. theory of everything, TOE/ToE), коначна теорија, ултимативна теорија или мастер теорија, хипотетички је јединствени, свеобухватни, повезани теоријски физички принцип који потпуно објашњава и повезује све физичке аспекте свемира.‍:6 Откривање теорије свега један је од главних нерешених проблема у физици. Теорија струна је део теорије свега. М-теорија је део теорије свега. Током прошлих неколико векова, развијена су два теоријска оквира која, заједно, најближе огледају теорију струна. Ове две теорије према којима функционише сва савремена физика јесу општа релативност и квантна механика. Општа релативност је теоријски оквир који се усредсређује само на гравитацију за разумевање свемира у регионима великих размера и велике масе: звезде, галаксије, кластери галаксија итд. С друге стране, квантна механика је теоријски оквир који се усредсређује само на три не-гравитационе силе за разумевање свемира у регионима који имају малу размеру и малу масу: субатомске честице, атоми, молекули итд. Квантна механика успешно имплементира стандардни модел који описује три не-гравитационе силе — јаку нуклеарну, слабу нуклеарну и електромагнетну силу — као и све посматране елементарне честице.‍:122
Физичари су експериментално потврдили практично сваку претпоставку коју даје општа релативност и квантна механика када су у одговарајућим областима применљивости. Упркос томе, општа релативност и квантна механика међусобно су неспојиве — не могу истовремено обе да буду важеће. Пошто су уобичајене области применљивости опште релативности и квантне механике тако различити, већина ситуација захтева да се користи само једна од две теорије.‍:842–844 Како се испоставља, ова неспојивост између опште релативности и квантне механике једини је проблем у регионима екстремно мале размере — Планкове величине — као што су они који постоје у црној рупи или током почетних фаза свемира (нпр. моменат непосредно након великог праска). Да би се решила неспојивост, теоријски оквир који открива дубљу подложну стварност, уједињујући гравитацију са остале три интеракције, мора да се открије како би се складно сјединили аспекти опште релативности и квантне механике у бешавну целину: теорија свега је јединствена теорија која, у принципу, може да опише све појаве у свемиру.
У потрази за овим циљем, квантна гравитација је постала једна област активног истраживања. Један пример је теорија струна, која је потенцијална теорија свега, али не без недостатака (најзначајније, њена мањкавост по питању тренутно тестабилних предвиђања) и спорова. Теорија струна захтева да су на почетку свемира (око 10−43 секунди након великог праска), четири основне силе биле јединствена основна сила. Према теорији струна, свака честица у свемиру, на највишем микроскопском нивоу (Планкова дужина), састоји се од разних комбинација вибрирајућих струна (или струка) с преферираним узорцима вибрације. Теорија струна даље тврди да је преко ових специфичних осцилаторних узорака струна честица таква да има јединствену масу и ствара се набој силе (тј. електрон је тип струне која вибрира на један начин, док је горњи кварк тип струне која вибрира на други начин итд.).